# Anthony Edwards
Anthony Charles Edwards (19. července 1962, Santa Barbara, Kalifornie, USA) je americký herec a režisér. Slavným se stal v roce 1986, když si zahrál po boku Toma Cruise ve filmu Top Gun. Největší úspěchy v kariéře mu ale přinesla až role Dr. Marka Greena ve známém americkém dramatickém seriálu Pohotovost.

## Životopis

### Dětství
Edwards se narodil v roce 1962 v kalifornském městě Santa Barbara. Jeho matka Erika Plancková (rodným jménem Erika Weberová) byla malířka a otec Peter Edwards architekt. Má čtyři starší sourozence - sestry Heidi a Ann-Marii a bratry Petera a Jeffreyho. Už od dětství byl svými rodiči veden k herectví. Získal stipendium na Královské akademii dramatických umění (anglicky Royal Academy of Dramatic Arts) v Anglii. Později studoval divadelní herectví na Univerzitě Jižní Kalifornie. V 19 letech dostal nabídku hrát a přerušil studium.

### Kariéra
Jeho kariéra začala v roce 1982, když byl obsazen do televizního seriálu It Takes Two. V tomto seriálu hrála jeho sestru Helen Hunt. První větší filmovou roli dostal v roce 1984 ve filmu Pomsta šprtů, i když už dříve, v roce 1982, měl malou roli ve filmu Zlaté časy na Ridgemont High. V roce 1986 se objevil po boku Toma Cruise ve filmu Top Gun. V tomto filmu ztvárnil postavu Nicka 'Goose' Bradshawa, který později tragicky zemřel. Tato část filmu patřila mezi nejemotivnější a snímek se stal u diváků velice oblíbený. Další slavnou roli dostal v roce 1988 ve filmu Jestřábi, kde ztvárnil postavu nemocného pacienta. V tomto filmu si zahrál s Timothym Daltonem. V roce 1990 byl obsazen do filmu Downtown, ve kterém hrál i Forest Whitaker. V letech 1992 a 1993 se objevil v deseti epizodách seriálu Zapadákov.
Jeho doposud nejznámější rolí je role Dr. Marka Greena v dramatickém seriálu z lékařského prostředí Pohotovost. Edwards zde působil po dobu osmi let (celkem 8 řad) od premiéry v roce 1994 až do roku 2002. Jeho postava napsala jeden z největších příběhů celého seriálu. Jeho odchod ze seriálu byl nejdojemnějším okamžikem celé série, když zemřel na rakovinu mozku. V 15. sérii v roce 2008 se do seriálu vrátili téměř všichni původní herci. Edwards se objevil v jedné epizodě a vypravoval retrospektivní příběh. Stal se jedním z nejlépe placených seriálových herců. Během třech sezón údajně vydělal 35 milionů dolarů.
Byl nominován celkem čtyřikrát na zisk ceny Emmy za nejlepší roli v televizním dramatu, ale žádnou nominaci neproměnil. I přesto je velkým úspěchem zisk Zlatého glóbu z roku 1998 za nejlepší roli v televizním dramatu. Za svou tvorbu získal i řadu dalších menších ocenění.
V roce 2007 se objevil jako policejní inspektor ve filmu Zodiac, když se stal středem jeho zájmu známý americký sériový vrah Zodiac Killer, který v 60. letech 20. století vraždil v San Franciscu.
V roce 2010 byl Edwardsův film Mateřské galeje ve Velké Británii největším propadákem, když vydělal první víkend při premiéře filmu v kinech jen 88 liber za 11 prodaných vstupenek. Ani v USA nebyl snímek úspěšný. Během prvních třech týdnů vydělal pouhých 93 388 dolarů. V roce 2013 si zahrál v dramatickém filmu Zero Hour. V roce 2016 zrežíroval film My Dead Boyfriend. V roce 2017 se připojil k obsazení seriálu Law & Order True Crime ve vedlejší roli Stanleyho Weisberga. Od roku 2018 hraje v seriálu Prezident v pořadí roli Marse Harpera.

## Osobní život
Anthony Edwards si vzal v roce 1994 Jeaninu Lobellovou. Mají spolu čtyři děti - syna Baileyho a dcery Esme, Wallis a Poppy. V roce 2015 se dvojice rozvedla.
Je také předsedou neziskové organizace Shoe4Africa, která dává boty keňským atletům a do budoucna chce vybudovat jednu z největších dětských nemocnic v Africe.

## Filmografie

### Filmy
| Rok  | Název                        | Role                               | Poznámky |
| ---- | ---------------------------- | ---------------------------------- | -------- |
| 1973 | Big Zapper                   | Konovo chlapec                     |          |
| 1982 | Zlaté časy na Ridgemont High | Stoner Bud                         |          |
| 1983 | Srdce na kolech              | John Muldowney (ve věku 15–23 let) |          |
| 1984 | Pomsta šprtů                 | Gilbert Lowe                       |          |
| 1985 | Dostanu tě!                  | Jonathan Moore                     |          |
| 1985 | The Sure Thing               | Lance                              |          |
| 1986 | Top Gun                      | Nick Bradshaw                      |          |
| 1987 | Pomsta šprtů 2: Šprti v ráji | Gilbert Lowe                       |          |
| 1987 | Letní žár                    | Aaron                              |          |
| 1988 | Jestřábi                     | Deckermensky, „Decker“             |          |
| 1988 | Miracle Mile                 | Harry Washello                     |          |
| 1988 | Pan North                    | Theophilus North                   |          |
| 1989 | Jak se dostat na vysokou     | Kip Hammett                        |          |
| 1990 | Drsná čtvrť                  | Alex Kearney                       |          |
| 1992 | Hřbitov domácích zvířátek 2  | Chase Matthews                     |          |
| 1992 | Plamen zločinu               | Mike Bishop                        |          |
| 1992 | Landslide                    | Bob Boyd                           |          |
| 1993 | Sexual Healing               | David                              |          |
| 1994 | Nebezpečný klient            | Clint Von Hooser                   |          |
| 1994 | Můj kamarád duch             | Dave                               |          |
| 1998 | Good Night, Gorilla          | Ošetřovatel (hlas)                 |          |
| 1998 | Podoby lásky                 | Roger                              |          |
| 1999 | Srdíčka                      | Tony Dorfman                       |          |
| 2000 | The Island of the Skog       | Vypravěč (hlas)                    |          |
| 2001 | Jackpot                      | Tracy                              |          |
| 2003 | Northfork                    | Happy                              |          |
| 2004 | Letka Bouřliváků             | Ray Hackenbacker                   |          |
| 2004 | Zloději paměti               | Jim Paretta                        |          |
| 2007 | Zodiac                       | inspektor William Armstrong        |          |
| 2009 | Mateřské galeje              | Avery Welsh                        |          |
| 2010 | Má mě rád, nemá mě rád       | Steven Loski                       |          |
| 2012 | Big Sur                      | Lawrence Ferlinghetti              |          |
| 2013 | Letadla                      | Echo (hlas)                        |          |
| 2015 | Experimenter                 | Miller                             |          |
| 2015 | Nenápadné zlo                | Vědec v laboratořích               |          |

### Televize
| Rok             | Název                                      | Role                    | Poznámky                                 |
| --------------- | ------------------------------------------ | ----------------------- | ---------------------------------------- |
| 1981            | Jak zemřel Randy Webster                   | Tommy Lee Swanson       | TV film                                  |
| 1981            | Walking Tall                               | Robbie                  | díl: „The Fire Within“                   |
| 1982            | Police Squad!                              | Dental Patient          | 1 díl, neuveden v titulkách              |
| 1982–1983       | It Takes Two                               | Andy Quinn              | 22 dílů                                  |
| 1983            | Střední škola po americku                  | Beau Middleton          | TV film                                  |
| 1983            | For Love and Honor                         | Michelson               | díl: „Mind Games“                        |
| 1984            | Call to Glory                              | Billy                   | TV film                                  |
| 1985            | Going for the Gold: The Bill Johnson Story | Bill Johnson            | TV film                                  |
| 1990            | El Diablo                                  | Billy Ray Smith         | TV film                                  |
| 1990            | Hometown Boy Makes Good                    | Boyd Geary              | TV film                                  |
| 1991            | The General Motors Playwrights Theater     | Josh                    | díl: „Unpublished Letters“               |
| 1992–1993       | Zapadákov                                  | Mike Monroe             | 10 dílů                                  |
| 1995            | Saturday Night Live                        | Moderátor               | 1 díl                                    |
| 1996            | Chladnokrevně                              | Dick Hickock            | TV film                                  |
| 2001            | Cursed                                     | Ricky                   | díl: „...And Then Jack Forgot His Dream“ |
| 2001            | Frasier                                    | Tom                     | díl: „Martin Crane zpět ve službě“       |
| 1994–2002, 2008 | Pohotovost                                 | Dr. Mark Greene         | 181 dílů                                 |
| 2013            | Nultá hodina                               | Hank Galliston          | 13 dílů                                  |
| 2015            | Girls                                      | Melvin Shapiro          | díl: „Iowa“                              |
| 2015            | Spravedlnost v krvi                        | Owen Cairo              | díl: „Bullitův Mustang“                  |
| 2016            | Miliardy                                   | soudce Whit Wilcox      | 2 díly                                   |
| 2016            | Zákon a pořádek: Útvar pro zvláštní oběti  | Patrick Griffin         | díl: „Rape Interrupted“                  |
| 2016            | Drunk History                              | Giles Allen             | díl: „Landmarks“                         |
| 2016            | Drew                                       | Carson Drew             | TV film                                  |
| 2017            | Law & Order True Crime                     | soudce Stanley Weisberg | limitovaný seriál, 6 dílů                |
| 2017            | Controversy                                | Darwin Conn             | TV film                                  |
| 2019            | Prezident v pořadí                         | Mars Harper             | 10 dílů                                  |

### Producent
| Rok  | Název                                    | Role              | Poznámky |
| ---- | ---------------------------------------- | ----------------- | -------- |
| 1999 | Srdíčka                                  | výkonný producent |          |
| 1999 | Hraniční čára                            | výkonný producent | TV film  |
| 1999 | N.Y.H.C.                                 | výkonný producent | Dokument |
| 2001 | Vysněný svět                             | výkonný producent | TV film  |
| 2003 | Die, Mommie, Die!                        | producent         |          |
| 2010 | Temple Grandin                           | výkonný producent | TV film  |
| 2015 | Searching for Home, Coming Back From War | výkonný producent | Dokument |
| 2019 | The Tricky Part                          | producent         |          |